# Girondisté

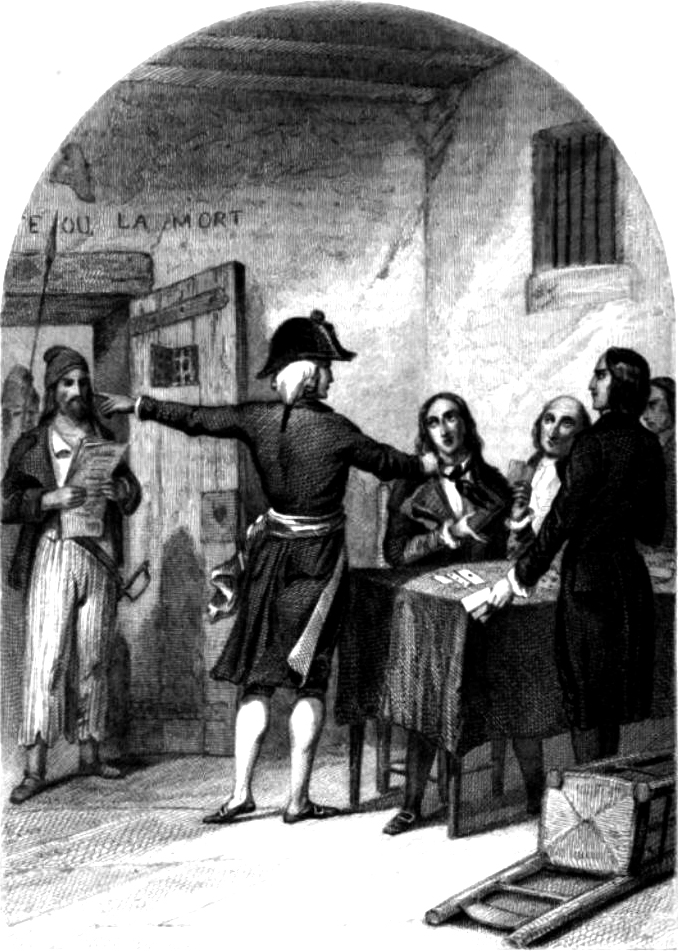
Girondisté ve vězení

Girondisté ([vysl. žiron-], francouzsky les Girondins nebo také Brissotiens) byla skupina demokratických politiků za Velké francouzské revoluce, která hrála rozhodující úlohu v jejím počátku, ale byla pak násilně potlačena svými radikálnějšími konkurenty „Horaly“ (les Montagnards). Hlavní představitelé byli v červnu 1793 zatčeni a popraveni, čímž začalo období Teroru.

## Historie
Ústavodárné národní shromáždění (1789–1791) se rozešlo 30. září 1791 a podle jeho rozhodnutí nesměl být žádný jeho člen zvolen do nového zákonodárného sněmu, který zasedal od 1. října 1791 do 21. září 1792. V novém sněmu tak zasedli většinou neznámí mladí lidé, mezi nimiž vynikla skupina poslanců kraje Gironde (okolí Bordeaux), zastánců demokracie a republiky. K nim se přidali další, takže jejich vliv ve sněmu převládl a král Ludvík XVI. v březnu 1792 sestavil z girondistů vládu, které však sám nedůvěřoval. Vláda ho přiměla vypovědět válku Prusku a Rakousku, která nebyla úspěšná, takže vláda chtěla zavést vojenskou povinnost a zasáhnout proti emigrantům a dalším odpůrcům. Když se král zdráhal a jednal tajně proti vládě, svolali girondisté v červnu 1792 „ozbrojenou petici“, při níž byl královský palác vyrabován. V září 1792 pařížská lůza brutálně povraždila přes 1000 politických vězňů, aniž by proti tomu nový ministr spravedlnosti Georges Danton zasáhl. Tato událost je ve francouzských dějinách známa jako zářijové masakry. 4000 kněží bylo vyvezeno do Ameriky. Národní konvent, v němž převládali radikálové, v září 1792 sesadil krále, vyhlásil republiku a odmítl návrh girondistů na potrestání násilností. Ti[kdo?] naopak podpořili návrh na potrestání krále, čímž ztratili podporu u další části veřejnosti. V lednu 1793 Konvent rozhodl těsnou většinou o popravě Ludvíka XVI. V květnu 1793 bylo na nátlak pařížského davu, podněcovaného Jean-Paul Maratem a Maxmiliánem Robespierrem, 34 girondistů uvězněno a 22 z nich 31. října 1793 popraveno.

## Významní členové
- Jean-Marie Roland de La Platiére
- Madame Rolandová
- Jacques Pierre Brissot
- Pierre Vergniaud
- Armand Gensonné
- Marguerite-Élie Guadet
- Maximin Isnard
- François-Nicolas Buzot
- Charles Jean Marie Barbaroux
- Nicolas de Condorcet
- Jérôme Pétion de Villeneuve
- Armand de Kersaint
- Jean-Baptiste Louvet de Couvrai